# In Cœna Domini
La bulle pontificale In Cœna Domini prononce une excommunication générale contre tous les hérétiques, les contumaces et les ennemis du Saint-Siège. Elle fut ainsi nommée parce qu'on la lisait publiquement à Rome tous les ans le jour de la Cène (jeudi saint). Elle fut rendue par Paul III en 1536 ; Clément XIV en supprima la lecture en 1770.
Cet article comprend des extraits du Dictionnaire Bouillet. Il est possible de supprimer cette indication, si le texte reflète le savoir actuel sur ce thème, si les sources sont citées, s'il satisfait aux exigences linguistiques actuelles et s'il ne contient pas de propos qui vont à l'encontre des règles de neutralité de Wikipédia.